# ولی میلز (ویرجینیای غربی)
ولی میلز، ویرجینیای غربی (به انگلیسی: Valley Mills, West Virginia) یک منطقهٔ مسکونی در ایالات متحده آمریکا است که در شهرستان وود، ویرجینیای غربی واقع شده‌است.

## خصوصیات
ولی میلز ۲۱۸٫۸۵ متر بالاتر از سطح دریا واقع شده‌است.